# Nanhsiungchelyidae
Nanhsiungchelyidae — вимерла родина прихованошийних черепах, що існувала впродовж крейди. Викопні рештки знайдені в Північній Америці та Азії. Це були великі наземні черепахи.

## Роди
- †Anomalochelys[1]
- †Basilemys[1]
- †Bulganemys[1]
- †Charitonyx[1]
- †Hanbogdemys[1]
- †Jiangxichelys[1]
- †Kharakhutulia[1]
- †Nanhsiungchelys[1]
- †Yuchelys[1]
- †Xianyuechelys
- †Zangerlia[1]